# ふるさと (松山千春の曲)
「ふるさと」は、松山千春が1981年9月21日にリリースした11枚目のシングルである。

## 解説
都会で一人暮らしをする主人公が故郷を思うという内容の楽曲で、ロック調の前作「長い夜」とはうってかわって、千春らしいフォークソングである。
オリコンでは初登場で3位にランクされ、約30万枚のセールスを記録した。

## 収録曲
| 全作詞・作曲: 松山千春。 |              |           |            |          |      |
| #                        | タイトル     | 作詞      | 作曲・編曲 | 編曲     | 時間 |
| 1.                       | 「ふるさと」 | 松山千春  | 松山千春   | 大原茂人 | 6:10 |
| 2.                       | 「風の中」   | 松山千春  | 松山千春   | 青木望   | 4:40 |
| 合計時間:                | 合計時間:    | 合計時間: | 10:50      |          |      |

## メディアでの使用
| #   | 曲名         | タイアップ                                                 |
| --- | ------------ | ---------------------------------------------------------- |
| A-1 | 「ふるさと」 | サンテレビジョン『ふるさとステーション』エンディングテーマ |